# عصاره هسته دارابی
عصارهٔ هستهٔ دارابی یا عصارهٔ هستهٔ گریپ‌فروت (GSE)، که با عنوان عصارهٔ هستهٔ مرکبات نیز شناخته می‌شود، مایعی تهیه شده از دانه‌ها، تفاله و غشای سفید میوهٔ گریپ فروت است.
برخی از پزشکان طب جایگزین اظهار داشته‌اند که این عصاره دارای خواص ضد باکتری، ضد ویروسی و ضد قارچی می‌باشد.

## موارد استفاده
این عصاره از سوی برخی از متخصصان تغذیه برای درمان کاندیدیازیس، گوش درد، عفونت‌های گلو، و اسهال توصیه شده‌است. همچنین برای ضد عفونی در صنایع غذایی مصرف دارد.
بحث‌هایی در جریان است مبنی بر اینکه آیا اثر ضد باکتری، ضد قارچ و ضد ویروسی آن از خود گریپ‌فروت است یا به خاطر یکی از حلال‌های مصنوعی مورد استفاده در تهیهٔ آن (benzethonium chloride) می‌باشد.
از گونه‌هایی که این ماده بر آن‌ها اثر دارد می‌توان به ویروس تبخال، بورلیا (نوع Borrelia burgdorferi) در حالت متحرک و کیستی(۲)، و سالمونلا (Salmonella typhimurium) (۳ نوع) اشاره کرد.
در پزشکی مبتنی بر شواهد، از موارد دیگر استفاده می‌توان به بر هم خوردن تعادل میکروبی (Bacterial Dysbiosis) ، عفونت کاندیدا یا مخمر (Yeast / Candida Infection)،
Athletes Foot ،
Laryngitis
، اگزما (Eczema)
، زگیل (Warts)
،Vaginitis/Vaginal Infection
و انگل‌های Entamoeba و ژیاردیا (Giardiasis) اشاره کرد (منبع ۴).

## تاریخچه
عصارهٔ هستهٔ دارابی در ابتدا توسط یک فیزیکدان هسته‌ای به نام دکتر یاکوب هریچ، ساخته شد.

## نحوهٔ تهیه
عصارهٔ خالص دست‌ساز هستهٔ دارابی یا گریپ‌فروت، بدون استفاده از حلال و توسط خرد کردن دارابی و تفالهٔ بدون آب آن تهیه می‌شود و سپس با گلیسیرین مخلوط می‌شود.
عصارهٔ تجاری آن از مخلوط کردن هسته، تفاله، گلیسیرین و مواد نگهدارندهٔ مصنوعی تهیه و به مصرف‌کنندگان فروخته می‌شود.

## هشدارها
گریپ فروت می‌تواند با تعدادی از داروهای خاص تعامل یا تداخل داشته باشد و قدرت اثر بسیاری از ترکیبات از جمله وارفارین (کومارین) را افزایش می‌دهد. میوهٔ دارابی حاوی ترکیباتی است که آنزیم CYP۳A۴ را در روده مهار می‌کند و بدین ترتیب از طریق افزایش میزان جذب، اثربخشی داروهای متعددی را افزایش می‌دهد.
نگرانی‌هایی در مورد خطر ناشی از خوردن نگهدارنده‌های مصنوعی موجود در عصارهٔ دانهٔ دارابی وجود دارد.

## مرتبط
- دارابی یا گریپ فروت